# Roberta Anastase
Roberta Alma Anastase, född 27 mars 1976 i Ploiești, är en rumänsk politiker som sedan 2020 är senator för Nationalliberala partiet (PNL). 2004 tillträdde hon som ledamot i deputeradekammaren och representerade då Liberaldemokratiska partiet (PDL). När Rumänien anslöt sig till Europeiska unionen i januari 2007 blev hon europaparlamentariker, vilket hon var till december 2008, då hon återgick till deputeradekammaren Mellan december 2008 och juli 2012 var hon deputeradekammarens president och blev den första kvinnan på denna post.  Anastase har en sociologiexamen från Bukarests universitet.